# 頓丘公主
頓丘公主（?—?），中国南北朝北魏公主，嫁给穆姓官员。
魏孝明帝神龟初年（518年左右），与嫁给自鲜卑贵族河南陆氏陆昕之的魏献文帝之女常山公主并为女侍中。頓丘公主嫁给穆姓官员，应出自与北魏皇族世代通婚的河南穆氏，但史书没有记录他的名字。